# Сударенков Валерій Васильович
Валерій Васильович Сударенков (13 червня 1940, село Нижні Горки, тепер присілок в Малоярославецькому районі Калузької області Російської Федерації) — радянський і російський державний діяч, 1-й секретар Калузького обласного комітету КПРС, губернатор Калузької області, заступник голови Ради міністрів Узбецької РСР. Член ЦК КПРС у 1990—1991 роках.

## Життєпис
Народився в родині військовослужбовця та сільської вчительки. Навчався в середній школі № 13 міста Калуги. Закінчив Калузький технікум залізничного транспорту.
З 1959 по 1963 рік служив на Військово-морському флоті СРСР (Тихоокеанський флот).
Член КПРС з 1963 року.
У 1964—1965 роках — технік, старший технік Калузького турбінного заводу.
У 1965—1972 роках — інженер-технолог, старший інженер, начальник бюро, заступник начальника цеху, начальник цеху № 10 Калузького дослідного моторного заводу.
У 1969 році закінчив Калузьку філію механічного факультету Московського вищого технічного училища імені Баумана (вчився рік очно та 5 років на вечірньому відділенні).
У 1972—1975 роках — інструктор, у 1975—1980 роках — заступник завідувача відділу оборонної промисловості Калузького обласного комітету КПРС.
У 1979 році закінчив заочно Московську Вищу партійну школу при ЦК КПРС.
У 1980—1984 роках — завідувач відділу оборонної промисловості Калузького обласного комітету КПРС.
У травні 1984 — грудні 1986 року — 1-й секретар Калузького міського комітету КПРС.
У листопаді 1986 — лютому 1990 року — заступник голови Ради міністрів Узбецької РСР.
27 лютого 1990 — 15 серпня 1991 року — 1-й секретар Калузького обласного комітету КПРС. Напередодні серпневих подій 1991 року подав у відставку з посади першого секретаря обкому.
У квітні 1990 — 9 жовтня 1993 року — голова Калузької обласної ради народних депутатів.
У грудні 1993 року обраний членом Ради Федерації Російської Федерації від Аграрної партії Росії, був головою комітету з науки, культури, освіти, охорони здоров'я та екології.
14 квітня 1994 — 9 листопада 1996 року — голова Законодавчих зборів Калузької області.
14 листопада 1996 року обраний губернатором (головою адміністрації) Калузької області за підтримки Народно-патріотичного союзу Росії. За посадою входив до Ради Федерації, очолював Комітет з науки, культури, освіти, охорони здоров'я та екології. У чергових губернаторських виборах у Калузької області, що відбулися 12 листопада 2000 року, не брав участі.
У 2000—2015 роках — член Ради Федерації Російської Федерації від виконавчої влади Калузької області. Був членом Державної експертної ради при Президентові РФ з особливо цінних об'єктів культурної спадщини народів РФ і членом Урядової комісії з реалізації концепції національної політики.
Потім — на пенсії.

## Нагороди і звання
- орден Пошани (2000)
- орден Дружби (2013)
- орден Трудового Червоного Прапора (1986)
- орден «Знак Пошани» (1981)
- медаль Жукова (1995)
- медаль «За доблесну працю. В ознаменування 100-річчя з дня народження Володимира Ілліча Леніна» (1970)
- медаль «За трудову доблесть» (1976)
- медалі
- Почесний громадянин міста Обнінська